# Spektakle Teatru Telewizji – lata 2000–2009
Lista spektakli Teatru Telewizji, które miały swoją emisję w latach 2000–2009.
b/d – brak danych
| Autor tekstu oryginalnego            | Tytuł                                                                | Reżyseria               | Data i czas emisji spektaklu | W rolach głównych                                                                                |
| ------------------------------------ | -------------------------------------------------------------------- | ----------------------- | ---------------------------- | ------------------------------------------------------------------------------------------------ |
| Krystyna Siesicka                    | ?... zapytał czas                                                    | Izabella Cywińska       | 2000-06-05 60 min.           | Zofia Kucówna Joanna Szczepkowska Tomasz Dedek Janusz Michałowski Barbara Rylska                 |
| Jerzy Niemczuk                       | Cyrograf                                                             | Janusz Zaorski          | 2000-01-17 66 min.           | Zbigniew Zapasiewicz Agnieszka Krukówna Piotr Machalica Helena Brochocka Barbara Górska          |
| Anna Onichimowska                    | Dalej niż na wakacje                                                 | Piotr Trzaskalski       | 2000-01-10 38 min.           | Barbara Brylska Sara Müldner Beata Ścibakówna Jacek Mikołajczak Ewa Szawłowska                   |
| Jon Fosse                            | Dziecko                                                              | Mariusz Front           | 2000-02-06 65 min.           | Elżbieta Piekacz Piotr Sarzyński Krystyna Tkacz Małgorzata Hajewska-Krzysztofik Andrzej Róg      |
| Olga Tokarczuk                       | E.E.                                                                 | Maria Zmarz-Koczanowicz | 2000-01-10 81 min.           | Agata Buzek Joanna Żółkowska Jan Peszek Władysław Kowalski Anna Ciepielewska                     |
| Katarzyna Fajferek-Drewniak          | Max i Maja                                                           | Wojciech Nowak          | 2000-03-27 45 min.           | Paulina Kinaszewska Marcin Markowski Joanna Sienkiewicz Wojciech Wysocki Aleksandra Bożek        |
| Andrzej Strzelecki                   | Milena                                                               | Andrzej Strzelecki      | 2000-08-12 40 min.           | Krystyna Janda Jan Englert Joanna Pałucka Iwona Runowska Anna Ścigalska                          |
| Lars Noren                           | Miłość – to takie proste                                             | Małgorzata Kopernik     | 2000-01-16 62 min.           | Maria Pakulnis Kinga Preis Jan Frycz Mariusz Bonaszewski                                         |
| Andrzej Stasiuk                      | Monolog o śmierci                                                    | Jakub Skoczeń           | 2000-02-20 47 min.           | Rafał Maćkowiak Ewa Ciepiela Edward Linde-Lubaszenko Alicja Bienicewicz Andrzej Hudziak          |
| Stig Larsson                         | Naczelny                                                             | Anna Augustynowicz      | 2000-04-02 62 min.           | Jan Nowicki Mirosław Baka Beata Zygarlicka Anna Moskal Arkadiusz Buszko                          |
| Jan Jakub Kolski                     | Noga dla Józefa                                                      | Michał Rosa             | 2000-02-14 35 min.           | Bogusław Sochnacki Krzysztof Dracz Henryk Niebudek Mariusz Saniternik Wiesław Cichy              |
|                                      | Nóż w głowie Dino Baggio                                             | Marek Piwowski          | 2000-07-30 39 min.           | Włodzimierz Szaranowicz Lech Mackiewicz Jerzy Marzęcki Władysław Baś Dariusz Basiński            |
| Alan Ayckbourn                       | Od czasu do czasu                                                    | Juliusz Machulski       | 2000-01-13 90 min.           | Krystyna Janda Edyta Jungowska Anna Samusionek Jan Machulski Jan Englert                         |
| Elżbieta Jodko-Kula                  | Perły szczęścia nie dają                                             | Teresa Kotlarczyk       | 2000-11-06 42 min.           | Łukasz Mechanicki Sergiusz Żymełka Wincenty Karpiński Aleksandra Maliszewska Aleksandra Dymitruk |
| Sławomir Mrożek                      | Piękny widok                                                         | Janusz Kijowski         | 2000-02-07 85 min.           | Krystyna Janda Janusz Gajos Krzysztof Wakuliński                                                 |
| David Hare                           | Prześwit                                                             | Maria Zmarz-Koczanowicz | 2000-03-06 73 min.           | Kinga Preis Jerzy Trela Marcin Przybylski                                                        |
| Lucy Maud Montgomery                 | Przylądek czterech wiatrów                                           | Agnieszka Glińska       | 2000-02-07 43 min.           | Anna Moskal Joanna Szczepkowska Maria Maj Maja Ostaszewska Marcin Czarnik                        |
| np. Bruno Schulza                    | Republika marzeń                                                     | Rudolf Zioło            | 2000-03-26 75 min.           | Jan Peszek Teresa Sawicka Henryk Niebudek Paweł Lauterbach Beata Fudalej                         |
| Gabriela Górska/Andrzej Krzyżanowski | Rudy                                                                 | Mikołaj Haremski        | 2000-05-15 34 min.           | Tadeusz Markiewicz Maja Barełkowska Paweł Siedlik Mieczysław Morański Sylwia Wysocka             |
| Jean Anouilh                         | Skowronek                                                            | Krzysztof Zanussi       | 2000-04-03 90 min.           | Kinga Preis Piotr Garlicki Bohdan Stupka                                                         |
| Jan Jakub Kolski                     | Skrzypki                                                             | Jan Jakub Kolski        | 2000-06-03 37 min.           | Paweł Rosiak Jan Rotter Tadeusz Szymków Grażyna Błęcka-Kolska Bogusław Sochnacki                 |
| Tadeusz Różewicz                     | Stara kobieta wysiaduje                                              | Filip Bajon             | 2000-01-23 71 min.           | Mirosława Marcheluk Henryk Niebudek Mirosław Neinert Grzegorz Emanuel Igor Przegrodzki           |
| Krystyna Chołoniewska/Witold Adamek  | Szkolne graffiti II                                                  | Witold Adamek           | 2000-06-26 35 min.           | Michał Gadomski Anna Wielgucka Halina Łabonarska Sylwia Wysocka Stanisław Brudny                 |
| Krystyna Chołoniewska                | Szkolne graffiti                                                     | Witold Adamek           | 2000-11-27 42 min.           | Anna Gajewska Michał Gadomski Joanna Jędryka Halina Łabonarska Sylwia Wysocka                    |
| Guy de Maupassant                    | Temida jest kobietą czyli historie zapożyczone od Guy de Maupassanta | Tomasz Wiszniewski      | 2000-02-14 60 min.           | Krzysztof Kowalewski Joanna Szczepkowska Mariusz Benoit Małgorzata Zajączkowska Grzegorz Wons    |
| Anna Kamieńska                       | W nieparyżu i gdzie indziej                                          | Zbigniew Zapasiewicz    | 2000-03-13 45 min.           | Jacek Rozenek Janusz Michałowski Stanisława Celińska Jacek Bursztynowicz Zygmunt Sierakowski     |
| Witold Bereś                         | W tym domu straszy                                                   | Witold Adamek           | 2000-04-17 38 min.           | Danuta Szaflarska Bronisław Pawlik Anna Dymna Piotr Machalica Wiktor Zborowski                   |
| Krzysztof Gradowski                  | Wagary z kosmitą                                                     | Krzysztof Gradowski     | 2000-09-04 41 min.           | Jan Skarbek-Kiełłczewski Stanisława Celińska Sylwia Wysocka Zbigniew Buczkowski Jan Jankowski    |
| Andrzej Lenartowski                  | Wojna kreskówek                                                      | Jarosław Żamojda        | 2000-02-28 49 min.           | Mateusz Damięcki Karolina Gruszka Krzysztof Szczerbiński Kamil Popielarz Szymon Bobrowski        |
| Georg Büchner                        | Woyzeck                                                              | Laco Adamik             | 2000-01-24 75 min.           | Olaf Lubaszenko Maja Ostaszewska Jan Peszek Adam Ferency Bronisław Wrocławski                    |
| Łukasz Wylężałek                     | Łamigłówka                                                           | Łukasz Wylężałek        | 2000-03-12 59 min.           | Marzena Trybała Leszek Teleszyński Mateusz Damięcki Anna Samusionek Jan Jankowski                |
| Anonim                               | Żywot Łazika z Tormesu                                               | Piotr Trzaskalski       | 2000-02-21 84 min.           | Mariusz Benoit Dariusz Toczek Leon Niemczyk Jan Prochyra Olgierd Łukaszewicz                     |

| Autor tekstu oryginalnego | Tytuł                                   | Reżyseria              | Data i czas emisji spektaklu | W rolach głównych                                                                                |
| ------------------------- | --------------------------------------- | ---------------------- | ---------------------------- | ------------------------------------------------------------------------------------------------ |
| Esther Vilar              | Zazdrość                                | Krystyna Janda         | 2001-12-10 71 min.           | Krystyna Janda Dorota Segda Maria Seweryn Jan Englert                                            |
| Radek Knapp               | Wielki świat                            | Witold Leszczyński     | 2001-11-11 45 min.           | Wiktor Zborowski Anna Seniuk Włodzimierz Musiał Bogusław Sochnacki Witold Leszczyński            |
| Sławomir Mrożek           | Wielebni                                | Kazimierz Kutz         | 2001-10-29 83 min.           | Rafał Dziwisz Anna Radwan Joanna Szczepkowska Genowefa Wydrych Jan Peszek                        |
| Ernest Bryll              | Wieczernik                              | Grzegorz Królikiewicz  | 2001-04-12 59 min.           | Tomasz Międzik Ewa Beata Wiśniewska Mirosława Marcheluk Ireneusz Kaskiewicz Michał Bukowski      |
| Ugo Betti                 | Trąd w pałacu sprawiedliwości           | Janusz Morgenstern     | 2001-04-09 80 min.           | Gustaw Holoubek Magdalena Warzecha Marian Opania Jerzy Trela Zbigniew Zapasiewicz                |
| Włodzimierz Perzyński     | Szczęście Frania                        | Agnieszka Glińska      | 2001-03-05 69 min.           | Maciej Stuhr Joanna Szczepkowska Krzysztof Stroiński Aleksandra Popławska Bartosz Opania         |
| Leopold Tyrmand           | Siedem dalekich rejsów                  | Marcin Ziębiński       | 2001-09-24 81 min.           | Krzysztof Pieczyński Agnieszka Warchulska Maciej Kozłowski Krzysztof Dracz Anna Dymna            |
| Lidia Amejko              | Przemiana 1999                          | Laco Adamik            | 2001-04-01 66 min.           | Zbigniew Zamachowski Aldona Struzik Teresa Sawicka Miłogost Reczek Monika Bolly                  |
| Jerry Sterner             | Pieniądze innych ludzi                  | Maciej Englert         | 2001-05-28 92 min.           | Piotr Fronczewski Marta Lipińska Krzysztof Pieczyński Jerzy Trela Agnieszka Warchulska           |
| Witold Gombrowicz         | Operetka                                | Jerzy Grzegorzewski    | 2001-12-09 71 min.           | Wojciech Malajkat Igor Przegrodzki Beata Fudalej Ignacy Gogolewski Jacek Różański                |
| Marek Bukowski            | Odszkodowanie                           | Władysław Kowalski     | 2001-05-06 65 min.           | Andrzej Chyra Dominika Ostałowska Władysław Kowalski Krzysztof Stroiński Elżbieta Kępińska       |
| Piotr Kokociński          | Miś kolabo                              | Ryszard Bugajski       | 2001-11-26 74 min.           | Sławomir Orzechowski Artur Żmijewski Agnieszka Pilaszewska                                       |
| Grzegorz Strumyk          | Łzy                                     | Filip Zylber           | 2001-10-21 93 min.           | Marta A. Zygadło Mariusz Bonaszewski Elżbieta Kępińska Piotr Adamczyk Ewa Pająk                  |
| Jacek Głębski             | Kuracja                                 | Wojciech Smarzowski    | 2001-03-11 69 min.           | Bartłomiej Topa Krzysztof Pieczyński Jerzy Łapiński Paweł Wilczak Dorota Sadowska                |
| Radosław Figura           | Królowa chłodu                          | Piotr Mularuk          | 2001-03-26 37 min.           | Magdalena Cielecka Danuta Stenka Zuzanna Kasz Kamil Gałuszka Beata Rakowska                      |
| Hermann Broch             | Hanna Wendling                          | Krystian Lupa          | 2001-10-14 109 min.          | Halina Rasiakówna Wojciech Ziemiański Henryk Niebudek Tadeusz Szymków Jacek Romanowski           |
| Wiesław Myśliwski         | Dotknięcia                              | Izabella Cywińska      | 2001-05-14 78 min.           | Łukasz Lewandowski Danuta Stenka Katarzyna Herman Maria Ciunelis Małgorzata Socha                |
| Ingmar Villqist           | Beztlenowce                             | Łukasz Barczyk         | 2001-02-18 82 min.           | Maja Ostaszewska Małgorzata Hajewska-Krzysztofik                                                 |
| Juliusz Słowacki          | Beatryks Cenci                          | Jan Englert            | 2001-04-23 93 min.           | Agnieszka Grochowska Ewa Wiśniewska Bartosz Opania Mariusz Bonaszewski Andrzej Blumenfeld        |
| Catherine Anne            | Agnes                                   | Anna Augustynowicz     | 2001-01-21 70 min.           | Beata Zygarlicka Dorota Kolak Piotr Bajor Irena Jun Mirosław Baka                                |
| Włodzimierz Dulemba       | Święty grzech                           | Bogdan Tosza           | 2001-02-04 58 min.           | Jolanta Fraszyńska Krzysztof Globisz Sławomira Łozińska Urszula Kowalska Igor Michalski          |
| Gabriela Zapolska         | Skiz                                    | Gustaw Holoubek        | 2001-01-29 67 min.           | Magdalena Zawadzka Monika Krzywkowska Leonard Pietraszak Grzegorz Damięcki Jerzy Moes            |
| Booth Tarkington          | Siedemnastolatek                        | Teresa Kotlarczyk      | 2001-05-07 45 min.           | Bartosz Obuchowicz Dorota Landowska Krzysztof Kolberger Natalia Wyżycka Bogusław Sochnacki       |
| Keith Waterhouse          | Posłuszna wdowa                         | Robert Lehman (pseud.) | 2001-02-12 70 min.           | Joanna Żółkowska Edyta Jungowska Cezary Kosiński Sławomir Orzechowski                            |
| Henry Becque              | Paryżanka                               | Andrzej Łapicki        | 2001-05-07 57 min.           | Katarzyna Gniewkowska Jan Frycz Krzysztof Globisz Anna Piróg Paweł Okraska                       |
| Tom Stoppard              | Pani Hapgood                            | Filip Zylber           | 2001-02-11 68 min.           | Danuta Stenka Krzysztof Kolberger Artur Żmijewski Krzysztof Pieczyński Dariusz Kordek            |
| György Spiró              | Opera mydlana                           | Ryszard Bugajski       | 2001-03-12 63 min.           | Danuta Stenka Artur Żmijewski                                                                    |
| Sławomir Mrożek           | Letni dzień                             | Roland Rowiński        | 2001-04-02 52 min.           | Krzysztof Globisz Artur Żmijewski Magdalena Cielecka Krzysztof Czerny                            |
| Robert Musil              | Kuszenie cichej Weroniki                | Krystian Lupa          | 2001-04-08 85 min.           | Ewa Skibińska Krzesisława Dubielówna Wojciech Kościelniak Mariusz Kiljan                         |
| Esther Vilar              | Królowa i Szekspir                      | Zbigniew Zapasiewicz   | 2001-03-26 80 min.           | Maja Komorowska Olga Sawicka Jan Peszek Artur Żmijewski Leon Charewicz                           |
| Michał Bałucki            | Klub kawalerów                          | Krystyna Janda         | 2001-01-08 78 min.           | Jerzy Stuhr Marcin Dorociński Cezary Pazura Zbigniew Zamachowski Sławomir Orzechowski            |
| Eric-Emmanuel Schmitt     | Golden Joe                              | Wojciech Nowak         | 2001-06-04 76 min.           | Marcin Dorociński Małgorzata Kożuchowska Ewa Błaszczyk Krzysztof Globisz Jerzy Grałek            |
| Ivo Bresan                | Diabelskie nasienie                     | Olga Lipińska          | 2001-02-19 82 min.           | Jerzy Kamas Piotr Fronczewski Krzysztof Gosztyła Jerzy Łapiński Wojciech Pokora                  |
| Jerzy Bielunas            | Czarodziejskie krzesiwo                 | Jerzy Bielunas         | 2001-02-26 42 min.           | Mariusz Drężek Jolanta Fraszyńska Krzysztof Dracz Jolanta Zalewska Anna Antonowicz               |
| Józef Hen                 | Błahostka                               | Tomasz Zygadło         | 2001-06-11 67 min.           | Grażyna Barszczewska Jacek Borkowski Krzysztof Wakuliński Adrianna Biedrzyńska Halina Łabonarska |
| Jakub Grimm               | Bajka, czyli o dwóch braciach           | Barbara Borys-Damięcka | 2001-01-29 45 min.           | Lech Łotocki Krzysztof Stelmaszyk Maria Ciunelis Włodzimierz Press Grzegorz Małecki              |
| Carlo Gozzi               | Zielony potwór – baśń o pięknej Dardane | Jerzy Krysiak          | 2001-03-05 45 min.           | Agnieszka Sitek Rafał Sawicki Jan Kociniak Joanna Voss Marek Barbasiewicz                        |
| Jean-Louis Bauer          | Gedeon                                  | Zbigniew Mich          | 2001-01-15 23 min.           | Anna Chodakowska Wiesław Komasa Andrzej Blumenfeld Sebastian Świąder Renata Dancewicz            |
| Aleksandru Popescu        | Strach na strychu                       | Sławomir Kryński       | 2001-04-02 43 min.           | Adam Paruch Jerzy Trela Jan Nowicki Jan Peszek Katarzyna Gniewkowska                             |
| Andrzej Mularczyk         | Bal stulecia                            | Barbara Sałacka        | 2001-01-01 60 min.           | Adam Ferency Stanisława Celińska Janusz Wituch Ewa Sałacka Krzysztof Majchrzak                   |
| Ronald Harwood            | Herbatka u Stalina                      | Janusz Morgenstern     | 2001-01-15 80 min.           | Janusz Gajos Gustaw Holoubek                                                                     |
| Tomasz Kubikowski         | Nauka o barwach                         | Jan Englert            | 2001-02-05 84 min.           | Zbigniew Zapasiewicz Wojciech Malajkat Beata Ścibakówna Magdalena Wójcik Adam Ferency            |

| Autor tekstu oryginalnego             | Tytuł                      | Reżyseria              | Data i czas emisji spektaklu | W rolach głównych                                                                           |
| ------------------------------------- | -------------------------- | ---------------------- | ---------------------------- | ------------------------------------------------------------------------------------------- |
| Ewa Lachnit                           | Złodziejki chleba          | Natalia Koryncka-Gruz  | 2002-05-12 84 min.           | Danuta Stenka Małgorzata Kożuchowska Krzysztof Pieczyński Elżbieta Piekacz Marcin Perchuć   |
| Friedrich Dürrenmatt                  | Wizyta starszej pani       | Waldemar Krzystek      | 2002-10-07 87 min.           | Krystyna Janda Jerzy Stuhr Marian Opania Krzysztof Dracz Zygmunt Bielawski                  |
| Stanisław Bieniasz                    | Transfer                   | Waldemar Krzystek      | 2002-11-10 59 min.           | Tadeusz Huk Dorota Pomykała Dominika Łakomska Marcin Dorociński Adam Woronowicz             |
| Molier                                | Tartuffe czyli obłudnik    | Andrzej Seweryn        | 2002-10-14 80 min.           | Zofia Rysiówna Igor Przegrodzki Mariusz Wojciechowski Krzysztof Kolberger Michał Żebrowski  |
| Stanisław Ignacy Witkiewicz           | Sonata b                   | Andrzej Dziuk          | 2002-09-22 66 min.           | Piotr Dąbrowski Krzysztof Najbor Karina Krzywicka Dorota Ficoń Marta Szmigielska            |
| Paweł Mossakowski                     | Rysa                       | Krzysztof Zaleski      | 2002-11-25 76 min.           | Piotr Adamczyk Cezary Kosiński Katarzyna Herman Sylwester Maciejewski Mieczysław Hryniewicz |
| Sławomir Mrożek Janusz Anderman       | Oświadczenie               | Jerzy Stuhr            | 2002-12-15 39 min.           | Jerzy Stuhr Jan Frycz Sławomir Popek Dawid Zawadzki Dominika Knapik                         |
| Michael Jacobs                        | Oszuści                    | Jan Englert            | 2002-09-09 74 min.           | Gabriela Kownacka Jerzy Trela Maciej Stuhr Joanna Szczepkowska Jan Englert Kamilla Baar     |
| Nikołaj Kolada                        | Merylin Mongoł             | Izabella Cywińska      | 2002-04-07 59 min.           | Agnieszka Krukówna Kinga Preis Adam Woronowicz Przemysław Bluszcz                           |
| Joseph Conrad                         | Lord Jim                   | Laco Adamik            | 2002-05-06 83 min.           | Michał Żebrowski Piotr Fronczewski Gustaw Holoubek Jan Englert Olgierd Łukaszewicz          |
| Ronald Harwood                        | Kwartet                    | Zbigniew Zapasiewicz   | 2002-11-04 66 min.           | Maja Komorowska Janusz Michałowski Zbigniew Zapasiewicz Zofia Kucówna                       |
| Tomasz Wiszniewski Robert Brutter     | Krótki kurs medialny       | Tomasz Wiszniewski     | 2002-12-02 67 min.           | Stanisława Celińska Agnieszka Wosińska Jerzy Trela Artur Żmijewski Andrzej Zieliński        |
| Michał Komar                          | I bogu dzięki!             | Janusz Majewski        | 2002-12-30 66 min.           | Ewa Wiśniewska Magdalena Cielecka Igor Przegrodzki Wojciech Malajkat Stanisław Brudny       |
| Pierre Marivaux                       | Gra miłości i przypadku    | Gustaw Holoubek        | 2002-02-04 64 min.           | Marian Opania Jacek Rozenek Magdalena Wójcik Artur Żmijewski Maria Seweryn Grzegorz Małecki |
| William Gibson                        | Dwoje na huśtawce          | Radosław Piwowarski    | 2002-09-30 84 min.           | Maja Ostaszewska Michał Żebrowski                                                           |
| George Tabori                         | Courage mojej matki        | Magdalena Łazarkiewicz | 2002-10-13 69 min.           | Danuta Szaflarska Jan Peszek Adam Woronowicz Tadeusz Szymków Teresa Sawicka                 |
| Magdalena Wleklik                     | Żółtodzioby                | Mikołaj Haremski       | 2002-04-19 40 min.           | Sylwia Juszczak Krzysztof Czeczot Dawid Łepkowski Mariusz Drężek Ewelina Doering            |
| Wojciech Bogusławski                  | Szkoła obmowy              | Piotr Mikucki          | 2002-06-03 85 min.           | Tadeusz Huk Agnieszka Wosińska Joanna Sydor Henryk Machalica Jerzy Trela                    |
| Zoltan Egressy                        | Portugalia                 | Zbigniew Brzoza        | 2002-04-15 80 min.           | Zbigniew Zapasiewicz Kinga Preis Andrzej Chyra Jerzy Radziwiłowicz Sławomir Orzechowski     |
| Marek Pruchniewski                    | Pielgrzymi                 | Maciej Dejczer         | 2002-01-28 84 min.           | Katarzyna Bujakiewicz Izabela Dąbrowska Edyta Jungowska Aleksandra Konieczna Maria Mamona   |
| Marius von Mayenburg                  | Pasożyty                   | Piotr Łazarkiewicz     | 2002-03-03 91 min.           | Karolina Gruszka Maria Peszek Wiesław Komasa Rafał Maćkowiak Dariusz Toczek                 |
| Mikołaj Gogol                         | Ożenek                     | Jerzy Stuhr            | 2002-04-08 79 min.           | Maria Peszek Małgorzata Hajewska-Krzysztofik Anna Seniuk Zbigniew Zamachowski Jerzy Stuhr   |
| Jarosław Iwaszkiewicz                 | Noc czerwcowa              | Andrzej Wajda          | 2002-03-25 69 min.           | Grażyna Szapołowska Aleksandr Domogarow Jerzy Radziwiłowicz Anna Polony Ignacy Gogolewski   |
| Krystyna Chołoniewska                 | Nieobecny                  | Agnieszka Glińska      | 22002-10-04 44 min.          |                                                                                             |
| Jan Jakub Kolski                      | Kamera marzeń              | Jan Jakub Kolski       | 2002-12-06 44 min.           | Franciszek Pieczka Aleksandra Fiedeń Mikołaj Michalski Andrzej Jakubas Henryk Tomczyk       |
| Maciej Pisuk                          | Gwiazdy i los człowieka    | Dariusz Kuciewicz      | 2002-02-03 48 min.           | Marek Kondrat Zbigniew Zamachowski Bronisław Pawlik Marek Walczewski Dorota Stalińska       |
| Aleksander Fredro                     | Dożywocie                  | Wojciech Pszoniak      | 2002-03-04 73 min.           | Wojciech Pszoniak Artur Żmijewski Gustaw Holoubek Edyta Olszówka Jan Kociniak               |
| Mirosława Łukaszewicz                 | Chłopiec i anioł           | Michał Rosa            | 2002-05-24 42 min.           | Jacek Schmidt Ewa Gorzelak Piotr Adamczyk Wiktor Zborowski Monika Kwiatkowska               |
| Maryna Szczepańska Michał Szczepański | Brat Elvis                 | Łukasz Wylężałek       | 2002-02-11 57 min.           | Marek Kondrat Jan Jankowski Grzegorz Warchoł Agnieszka Warchulska Andrzej Grabowski         |
| Maciej Kowalewski                     | Ballada o Zakaczawiu       | Waldemar Krzystek      | 2002-01-06 93 min.           | Przemysław Bluszcz Janusz Chabior Paweł Wolak Katarzyna Dworak Joanna Gonschorek            |
|                                       | Zbliżenie                  | Piotr Łazarkiewicz     | 2002-03-29 47 min.           | Barbara Kurzaj Maciej Marczewski Michał Bulik Wiesław Komasa Maria Ciunelis                 |
| Stanisław Grabowski                   | Tajemnica zwyczajnego domu | Stanisław Jędryka      | 2002-09-06 41 min.           | Paweł Krucz Maciej Łagodziński Anna Ciepielewska Zofia Czerwińska Joanna Jędryka            |
| Juliusz Słowacki                      | Anhelli                    | Grzegorz Królikiewicz  | 2002-01-27 81 min.           | Kazimierz Czapla Stanisław Nosowicz Michał Bukowski Jagoda Kołeczek Maria Suprun            |
| Michał Komar                          | Opowieści dworcowe         | Jerzy Markuszewski     | 2002-05-23 39 min.           | Irena Kownas Adam Ferency Bronisław Pawlik Jan Pęczek Jerzy Trela                           |

| Autor tekstu oryginalnego     | Tytuł                                  | Reżyseria               | Data i czas emisji spektaklu | W rolach głównych                                                                                  |
| ----------------------------- | -------------------------------------- | ----------------------- | ---------------------------- | -------------------------------------------------------------------------------------------------- |
| Krzysztof Bizio               | Toksyny                                | Anna Augustynowicz      | 2003-10-12 66 min.           | Sławomir Orzechowski Borys Szyc Grzegorz Falkowski Krzysztof Czeczot Wojciech Brzeziński           |
| Vladimir Nabokov              | Śmiech w ciemności                     | Filip Bajon             | 2003-11-24 92 min.           | Jan Peszek Karolina Gruszka Mariusz Bonaszewski Dorota Landowska Krzysztof Globisz                 |
| Aleksander Fredro             | Śluby panieńskie czyli magnetyzm serca | Krystyna Janda          | 2003-10-27 101 min.          | Krystyna Janda Jerzy Stuhr Magdalena Smalara Agnieszka Podsiadlik Adam Woronowicz                  |
| Alan Ayckbourn                | Siła komiczna                          | Janusz Majewski         | 2003-09-29 77 min.           | Agnieszka Grochowska Marek Kałużyński Jan Englert Hanna Śleszyńska Elżbieta Zającówna              |
| Tadeusz Różewicz              | Rajski ogródek – szkice z Różewicza    | Paweł Miśkiewicz        | 2003-06-15 70 min.           | Magdalena Boczarska Magdalena Czerwińska Joanna Liszowska Katarzyna Strączek Tomasz Augustynowicz  |
| Dea Loher                     | Przypadek klary                        | Magdalena Łazarkiewicz  | 2003-12-21 95 min.           | Maria Seweryn Katarzyna Chrzanowska Krzysztof Globisz Adam Woronowicz Halina Skoczyńska            |
|                               | Powtórka                               | Feliks Falk             | 2003-12-15 59 min.           | Magdalena Kuta Maria Mamona Gabriela Kownacka Katarzyna Gniewkowska Marek Siudym                   |
| Grażyna Trela Marcin Wrona    | Pasożyt                                | Marcin Wrona            | 2003-11-16 67 min.           | Anna Tomaszewska Marek Kalita Krzysztof Ogłoza Dominika Kluźniak Krzysztof Krupiński               |
| Marek Pruchniewski            | Łucja i jej dzieci                     | Sławomir Fabicki        | 2003-09-21 75 min.           | Izabela Kuna Jacek Braciak Maria Chwalibóg Janusz R. Nowicki Kinga Preis                           |
| Konstanty Ildefons Gałczyński | Ja się nie boję braci Rojek            | Olga Lipińska           | 2003-12-08 80 min.           | Jan Kobuszewski Wiesław Michnikowski Hanna Śleszyńska Agnieszka Suchora Monika Dryl                |
| Ingmar Villqist               | Fantom                                 | Łukasz Barczyk          | 2003-11-23 40 min.           | Maja Ostaszewska Wojciech Kalarus Maciej Kozłowski Urszula Grabowska                               |
| Simon Block                   | Akwizytorom dziękujemy                 | Ryszard Bugajski        | 2003-10-06 67 min.           | Magdalena Cielecka Bartosz Opania Kazimierz Kaczor Omar Sangare                                    |
| Ingmar Villqist               | 51 minut                               | Łukasz Barczyk          | 2003-05-18 54 min.           | Stanisława Celińska Adam Woronowicz Bogusław Sochnacki                                             |
| Juliusz Machulski             | 19. południk                           | Juliusz Machulski       | 2003-12-01 75 min.           | Andrzej Grabowski Jan Frycz Sławomir Orzechowski Cezary Kosiński Halina Łabonarska                 |
| David Hare                    | Zdaniem Amy                            | Mariusz Grzegorzek      | 2003-09-15 92 min.           | Joanna Szczepkowska Dominika Ostałowska Wiesława Mazurkiewicz Krzysztof Stroiński Szymon Bobrowski |
| Alan Ayckbourn                | Wesołych świąt                         | Gustaw Holoubek         | 2003-01-13 71 min.           | Magdalena Zawadzka Piotr Fronczewski Hanna Śleszyńska Arkadiusz Nader Anna Dymna                   |
| Christian Skrzyposzek         | Święta wiedźma                         | Henryk Baranowski       | 2003-01-19 85 min.           | Magdalena Cielecka Jan Englert Anna Witkowska Adam Baumann Jerzy Król                              |
|                               | Smutne miasteczko                      | Andrzej Strzelecki      | 2003-03-03 50 min.           | Teresa Budzisz-Krzyżanowska Olga Sawicka Witold Dębicki Gustaw Holoubek Krzysztof Kowalewski       |
| Krzysztof Zanussi             | Sesja kastingowa                       | Krzysztof Zanussi       | 2003-02-24 78 min.           | Paweł Audykowski Rafał Bartmiński Szymon Bobrowski Jacek Borcuch Jarosław Ciołek                   |
| Christo Bojczew               | Pułkownik Ptak                         | Olga Lipińska           | 2003-05-05 55 min.           | Krzysztof Kolberger Piotr Fronczewski Krzysztof Wakuliński Hanna Śleszyńska Sławomir Orzechowski   |
| David Hare                    | Przestrzeń smutku                      | Agnieszka Glińska       | 2003-02-10 72 min.           | Dominika Ostałowska Wojciech Malajkat Anna Maria Buczek                                            |
| Krzysztof Bizio               | Porozmawiajmy o życiu i śmierci        | Krystyna Janda          | 2003-03-31 55 min.           | Krystyna Janda Jerzy Stuhr Borys Szyc Krzysztof Raczkowski Polski Teatr Tańca (Poznań)             |
| Sergi Belbel                  | Po deszczu                             | Maria Zmarz-Koczanowicz | 2003-03-16 75 min.           | Jan Peszek Piotr Adamczyk Maja Ostaszewska Kinga Preis Joanna Trzepiecińska-Anderman               |
| Andrzej Szczypiorski          | Piękna pani Seidenman                  | Janusz Kijowski         | 2003-04-14 102 min.          | Krystyna Janda Zbigniew Zapasiewicz Maciej Stuhr Artur Barciś Klaudiusz Kaufmann                   |
|                               | Niuz                                   | Ryszard Bugajski        | 2003-01-27 77 min.           | Artur Żmijewski Magdalena Dąbrowska Gabriela Kownacka Sławomir Orzechowski Piotr Machalica         |
| David Gow                     | Glany na glanc                         | Piotr Mikucki           | 2003-06-16 75 min.           | Krzysztof Globisz Jakub Kamieński                                                                  |
| Christopher Marlowe           | Edward II                              | Maciej Prus             | 2003-04-07 62 min.           | Artur Żmijewski Kinga Preis Mariusz Bonaszewski Marcin Kwaśny Szymon Bobrowski                     |
| Gyorgy Spiro                  | Dogrywka                               | Filip Bajon             | 2003-05-26 74 min.           | Jerzy Grałek Marian Opania Elżbieta Jarosik Agata Kulesza                                          |
| Janusz Głowacki               | Czwarta siostra                        | Agnieszka Glińska       | 2003-04-06 104 min.          | Agnieszka Pilaszewska Patrycja Durska Monika Krzywkowska Stanisława Celińska Janusz Gajos          |
| Bohumil Hrabal                | Bar świat                              | Izabella Cywińska       | 2003-02-16 70 min.           | Joanna Bogacka Janusz R. Nowicki Monika Kwiatkowska Andrzej Zieliński Janusz Michałowski           |
| Łukasz Wylężałek              | Autostrada                             | Łukasz Wylężałek        | 2003-06-02 75 min.           | Joanna Żółkowska Kinga Preis Mariusz Saniternik Andrzej Grabowski Andrzej Mastalerz                |
| Lillian Hellman               | Lisie gniazdo                          | Jerzy Zegalski          | 2003-07-13 b/d               | Hanna Bedryńska Mirosław Szonert Ilona Bartosińska Wojciech Pilarski Jadwiga Siennicka             |

| Autor tekstu oryginalnego             | Tytuł                               | Reżyseria               | Data i czas emisji spektaklu | W rolach głównych                                                                                       |
| ------------------------------------- | ----------------------------------- | ----------------------- | ---------------------------- | --- |
| Marek Pruchniewski                    | Wesołe miasteczko – prawie bajka    | Sławomir Fabicki        | 2004-12-06 70 min.           | Andrzej Lajborek Michał Grudziński Wojciech Standełło Janusz Chabior Witold Dębicki                     |
|                                       | Sceny z powstania...                | Maciej Górski i in.     | 2004-09-26 70 min.           | Katarzyna Bargiełowska Marcin Bosak Andrzej Chichłowski Michał Chmielarski Jan Dravnel                  |
| William Shakespeare Janusz Józefowicz | Romeo i Julia                       | Janusz Józefowicz       | 2004-12-29 52 min.           | Krzysztof Rymszewicz Marta Moszczyńska Joanna Liszowska Emilian Kamiński Małgorzata Duda-Kozera         |
| Michał Walczak                        | Podróż do wnętrza pokoju            | Paweł Miśkiewicz        | 2004-12-12 85 min.           | Zbigniew Kaleta Anna Ilczuk Marcin Tyrol Jan Peszek Jerzy Trela                                         |
| Lidia Amejko                          | Pan dwadrzewko                      | Piotr Mularuk           | 2004-06-06 55 min.           | Krzysztof Stroiński Piotr Machalica Teresa Sawicka Jerzy Schejbal Irena Burawska                        |
| Miron Białoszewski                    | Pamiętnik z powstania warszawskiego | Maria Zmarz-Koczanowicz | 2004-10-04 67 min.           | Adam Woronowicz Barbara Baryżewska Teresa Branna Ewa Konstancja Bułhak Marta Chodorowska                |
| Petr Zelenka                          | Opowieści o zwyczajnym szaleństwie  | Łukasz Kos              | 2004-06-20 66 min.           | Andrzej Konopka Wojciech Błach Kazimiera Nogajówna Janusz Michałowski Sandra Korzeniak                  |
| Andrzej Mleczko/Stanisław Radwan      | Opera mleczana                      | Mikołaj Grabowski       | 2004-12-27 57 min.           | Anna Radwan-Gancarczyk Ewa Kaim Zbigniew Kaleta Jakub Przebindowski                                     |
| Paweł Sala                            | Od dziś będziemy dobrzy             | Paweł Sala              | 2004-11-21 63 min.           | Cezary Iber Robert Olech Paweł Zdun Marcin Hycnar Jan Dravnel                                           |
| Olga Tokarczuk                        | Miłości                             | Filip Zylber            | 2004-06-06 60 min.           | Matylda Paszczenko Mariusz Drężek Marta A. Zygadło Joanna Trzepiecińska Halina Skoczyńska               |
| Wolfgang Hildesheimer                 | Mary Stuart                         | Remigiusz Brzyk         | 2004-10-24 67 min.           | Halina Skoczyńska Zygmunt Bielawski Krzysztof Dziób Bogusław Danielewski Tadeusz Szymków                |
| Frank Wedekind                        | Maestro                             | Krzysztof Globisz       | 2004-10-03 56 min.           | Jacek Wytrzymały Julia Balcewicz Grzegorz Mielczarek Agnieszka Śnieżyńska Piotr Jędrzejek               |
| Marek Nowakowski                      | Książę nocy                         | Krzysztof Zaleski       | 2004-09-27 60 min.           | Jan Frycz Maciej Zakościelny Wojciech Solarz Marcin Władyniak Marek Żerański                            |
| Fryderyk Schiller                     | Intryga i miłość                    | Maciej Prus             | 2004-11-29 80 min.           | Artur Żmijewski Wojciech Zieliński Danuta Stenka Mariusz Bonaszewski Witold Dębicki                     |
| Jerzy Szaniawski                      | Adwokat i róże                      | Jan Englert             | 2004-11-08 74 min.           | Jan Englert Beata Ścibakówna Gabriela Kownacka Dominika Ostałowska Adam Woronowicz                      |
| Wojciech Tomczyk                      | Wampir                              | Maciej Dejczer          | 2004-01-26 84 min.           | Jan Frycz Tomasz Dedek Szymon Bobrowski Jacek Braciak Adam Woronowicz                                   |
| Gerald Aubert                         | Sala 108                            | Gustaw Holoubek         | 2004-05-31 59 min.           | Gustaw Holoubek Piotr Fronczewski Magdalena Wójcik                                                      |
| Stanisław Kuźnik                      | Obrona                              | Mirosław Bork           | 2004-03-01 69 min.           | Zbigniew Zapasiewicz Bogusław Sochnacki Magda Teresa Wójcik Teresa Budzisz-Krzyżanowska Krzysztof Dracz |
| Nikołaj Kolada                        | Martwa królewna                     | Piotr Łazarkiewicz      | 2004-03-21 102 min.          | Maria Peszek Maria Seweryn Dariusz Toczek Robert Więckiewicz                                            |
| Samuel Benchetrit                     | Komedia na dworcu                   | Witold Adamek           | 2004-02-09 50 min.           | Magdalena Cielecka Jan Englert Andrzej Zieliński Ewa Wiśniewska                                         |
| Paweł Huelle                          | Kąpielisko Ostrów                   | Maciej Englert          | 2004-04-05 95 min.           | Zofia Rysiówna Ignacy Gogolewski Piotr Fronczewski Marta Lipińska Andrzej Zieliński                     |
| William Shakespeare                   | Hamlet                              | Łukasz Barczyk          | 2004-03-29 110 min.          | Michał Czernecki Janusz Gajos Grażyna Szapołowska Zbigniew Zapasiewicz Kamilla Baar                     |
| Don Nigro                             | Gry miłosne                         | Barbara Sass            | 2004-05-10 89 min.           | Marzena Trybała Dominika Bednarczyk Jerzy Trela Radosław Krzyżowski Marek Kałużyński                    |
| Maciej Pieprzyca/Bartosz Kurowski     | Fryzjer                             | Maciej Pieprzyca        | 2004-02-23 83 min.           | Krzysztof Pieczyński Dorota Kolak Katarzyna Warnke Andrzej Deskur Mirosław Neinert                      |
| Janusz Anderman                       | Dzień przed zachodem                | Maria Zmarz-Koczanowicz | 2004-01-18 72 min.           | Marian Opania Jerzy Łapiński Rafał Mohr Piotr Dąbrowski Artur Barciś                                    |
| Władysław Zawistowski                 | Dobry adres                         | Waldemar Krzystek       | 2004-01-12 82 min.           | Agnieszka Krukówna Danuta Stenka Paweł Burczyk Mariusz Kiljan Krzesisława Dubielówna                    |
| Mariusz Bieliński                     | Cicho                               | Adam Guziński           | 2004-02-22 60 min.           | Irena Burawska Grzegorz Pacek Anna Seniuk Jerzy Grałek Agata Kulesza                                    |

| Autor tekstu oryginalnego | Tytuł                               | Reżyseria                   | Data i czas emisji spektaklu | W rolach głównych                                                                                  |
| ------------------------- | ----------------------------------- | --------------------------- | ---------------------------- | -------------------------------------------------------------------------------------------------- |
| Sofokles                  | Antygona                            | Andrzej Seweryn             | 2005-10-17 80 min.           | Agnieszka Grochowska Krzysztof Gosztyła Izabela Olszewska Maksymilian Seweryn Zuzanna Wojtal       |
| Pavel Kohout              | Cyjanek o piątej                    | Andrzej Titkow              | 2005-05-16 58 min.           | Sława Kwaśniewska Joanna Szczepkowska                                                              |
| Tadeusz Różewicz          | Duszyczka                           | Jerzy Grzegorzewski         | 2005-04-18 73 min.           | Jan Englert Waldemar Kownacki Anna Chodakowska Beata Fudalej Anna Gryszkówna                       |
| Eustachy Rylski           | Dzień podróżny                      | Kazimierz Kutz              | 2005-02-07 54 min.           | Adam Hanuszkiewicz Marek Żerański Joanna Pierzak Paweł Wilczak Robert Talarczyk                    |
| Michael Gow               | Febe, wróć                          | Anna Augustynowicz          | 2005-12-11 58 min.           | Dominika Ostałowska Borys Szyc                                                                     |
| Krzysztof Bizio           | Fotoplastikon                       | Piotr Łazarkiewicz          | 2005-11-27 93 min.           | Marta Chodorowska Karolina Dryzner Dorota Kolak Maria Peszek Maria Seweryn                         |
| Janos Hay                 | Geza-dzieciak                       | Zbigniew Brzoza             | 2005-01-16 90 min.           | Wojciech Zieliński Dorota Pomykała Andrzej Mastalerz Sławomir Orzechowski Leon Charewicz           |
| Ludmiła Razumowska        | Klucz                               | Wojciech Smarzowski         | 2005-04-11 105 min.          | Halina Łabonarska Roma Gąsiorowska Michał Czernecki Bartosz Turzyński Wojciech Urbański            |
| Jakub Grimm               | Kopciuszek                          | Krystyna Janda              | 2005-09-10 20 min.           | Monika Olejnik Szymon Majewski Kamil Durczok Dorota Gawryluk Dominika Wielowieyska                 |
| Sofokles                  | Król Edyp                           | Gustaw Holoubek             | 2005-12-12 88 min.           | Piotr Fronczewski Teresa Budzisz-Krzyżanowska Jerzy Trela Krzysztof Gosztyła Jerzy Kamas           |
| John Murrell              | Kreatura                            | Agata Duda-Gracz            | b/d 69 min.                  | Anna Polony Andrzej Mrowiec                                                                        |
| Krzysztof Pieczyński      | Lekcja angielskiego                 | Jarosław Marszewski         | 2005-11-20 60 min.           | Agnieszka Grochowska Krzysztof Pieczyński                                                          |
| Przemysław Wojcieszek     | Made in Poland                      | Przemysław Wojcieszek       | 2005-09-20 132 min.          | Eryk Lubos Anita Poddębniak Przemysław Bluszcz Paweł Wolak Joanna Gonschorek                       |
| Jon Fosse                 | Matka i dziecko                     | Stanisław Różewicz          | 2005-05-23 53 min.           | Dorota Segda Dariusz Wnuk Maria Klejdysz Klaudiusz Kaufmann                                        |
| Alistair Beaton           | Małe piwo                           | Waldemar Krzystek           | 2005-09-12 80 min.           | Jan Frycz Krzysztof Globisz Piotr Adamczyk Danuta Stenka Maja Ostaszewska                          |
| Apulejusz Platon          | Metamorfozy albo złoty osioł        | Włodzimierz Staniewski      | 2005-02-13 48 min.           | Tomasz Rodowicz Mariusz Gołaj Elżbieta Rojek Marcin Mrowca Joanna Holcgreber                       |
| Martin Crimp              | Na wsi                              | Piotr Mikucki               | 2005-01-24 89 min.           | Anna Radwan Jerzy Radziwiłowicz Matylda Podfilipska                                                |
| Eric-Emmanuel Schmitt     | Oskar                               | Marek Piwowski              | 2005-11-02 50 min.           | Maciej Matulka Agnieszka Mandat Aleksander Machalica Aleksandra Czarnecka Wenanty Nosul            |
| Paweł Demirski            | Padnij                              | Maciej Pieprzyca            | 2005-11-06 79 min.           | Monika Chomicka Marta Kalmus Dorota Kolak Milena Lisiecka Maria Mielnikow                          |
| William Shakespeare       | Poskromienie złośnicy               | Krzysztof Warlikowski       | 2005-12-13 140 min.          | Marcin Troński Adam Ferency Danuta Stenka Małgorzata Kożuchowska Marcin Dorociński                 |
| Łukasz Wylężałek          | Prezent                             | Łukasz Wylężałek            | 2005-03-13 74 min.           | Maja Ostaszewska Maria Peszek Dominika Kluźniak Małgorzata Hajewska-Krzysztofik Matylda Paszczenko |
| Dusan Kovasević           | Profesjonalista                     | Ryszard Bugajski            | 2005-02-28 63 min.           | Andrzej Zieliński Jerzy Trela Beata Fudalej Andrzej Blumenfeld                                     |
| Mikołaj Gogol             | Rewizor                             | Jan Klata                   | 2005-11-28 100 min.          | Hubert Zduniak Wiesław Cichy Ewelina Paszke-Lowitzsch Karolina Adamczyk Ryszard Węgrzyn            |
|                           | Scat czyli od pucybuta do milionera | Wojciech Kościelniak        | 2005-12-29 125 min.          | Sambor Dudziński Justyna Antoniak Konrad Imiela Łukasz Wójcik Tomasz Sztonyk                       |
| Marzena Broda             | Skaza                               | Marcin Wrona                | 2005-10-23 65 min.           | Joanna Pierzak Jan Dravnel Aleksandra Konieczna Patrycja Durska Paloma Millies-Lacroix             |
| Eugene Labiche            | Słomkowy kapelusz                   | Piotr Cieplak               | 2005-11-15 65 min.           | Adam Woronowicz Kazimierz Kaczor Sylwester Maciejewski Krzysztof Stroiński Jacek Braciak           |
| Conor McPherson           | Tama                                | Agnieszka Lipiec-Wróblewska | 2005-03-14 86 min.           | Maja Ostaszewska Krzysztof Majchrzak Aleksander Bednarz Piotr Bajor Redbad Klynstra                |
| Ferdynand Bruckner        | Tragiczne gry                       | Henryk Tomaszewski          | 2005-06-19 b/d               | Marek Oleksy Anna Nabiałkowska Marek Sikorski Aleksander Sobiszewski Robert Wrzosek                |
| Tadeusz Konwicki          | Wniebowstąpienie                    | Maciej Englert              | 2005-01-10 104 min.          | Piotr Adamczyk Andrzej Zieliński Maja Komorowska Krzysztof Stelmaszyk Monika Kwiatkowska           |
| Robert Urbański           | Wschody i zachody miasta            | Jacek Głomb                 | 2005-12-04 101 min.          | Adam Cywka Rafał Kowal Anita Poddębniak Paweł Wolak Małgorzata Urbańska                            |
| Edna Mazya                | Zabawy na podwórku                  | Paweł Miśkiewicz            | 2005-05-15 b/d               | Anna Ilczuk Wojciech Mecwaldowski Michał Opaliński Rafał Kwietniewski Cezary Iber                  |
| Ireneusz Iredyński        | Żegnaj Judaszu                      | Bożena Suchocka             | 2005-11-13 66 min.           | Paweł Koślik Paweł Prokopczuk Nikodem Kasprowicz Maciej Makowski Eliza Borowska Marcin Bosak       |
| Mikołaj Rej               | Żywot Józefa                        | Piotr Tomaszuk              | 2005-12-19 90 min.           | Maciej Stuhr Janusz Michałowski Jan Peszek Anna Dymna Władysław Kowalski                           |

| Autor tekstu oryginalnego | Tytuł                                       | Reżyseria                   | Data i czas emisji spektaklu | W rolach głównych                                                                                                 |
| ------------------------- | ------------------------------------------- | --------------------------- | ---------------------------- | --- |
| Biljana Srbljanović       | Ameryka, część druga                        | Agnieszka Lipiec-Wróblewska | 2006-03-19 75 min.           | Jacek Poniedziałek Robert Więckiewicz Beata Fudalej Agnieszka Grochowska Henryk Talar                             |
| Joanna Drozda             | Brzeg – Opole                               | Joanna Drozda               | 2006-09-26 71 min.           | Joanna Drozda Marta Ojrzyńska                                                                                     |
| Małgorzata Imielska       | Chciałam ci tylko powiedzieć...             | Małgorzata Imielska         | 2006-12-10 62 min.           | Anna Dymna Maja Ostaszewska Rafał Maćkowiak Olga Świderska                                                        |
| Jan Strękowski            | Dzikuska                                    | Łukasz Wylężałek            | 2006-09-25 55 min.           | Stanisława Celińska Katarzyna Maria Zielińska Magdalena Waligórska Robert Więckiewicz Katarzyna Herman            |
| William Shakespeare       | Juliusz Cezar                               | Jan Englert                 | 2006-03-27 81 min.           | Jan Englert Jerzy Radziwiłowicz Jan Frycz Mariusz Bonaszewski Krzysztof Stelmaszyk                                |
| William Shakespeare       | H                                           | Jan Klata                   | 2006-12-12 90 min.           | Marcin Czarnik Joanna Bogacka Marta Kalmus Grzegorz Gzyl Cezary Rybiński                                          |
| Harold Pinter             | Kolekcja                                    | Marcin Wrona                | 2006-10-22 73 min.           | Jan Frycz Magdalena Cielecka Andrzej Chyra Adam Woronowicz                                                        |
| Witold Gombrowicz         | Kosmos                                      | Jerzy Jarocki               | 2006-09-05 137 min.          | Oskar Hamerski Marcin Hycnar Zbigniew Zapasiewicz Anna Seniuk Małgorzata Kożuchowska                              |
| Adam Dobrzycki            | Kryzys                                      | Piotr Trzaskalski           | 2006-12-03 61 min.           | Dariusz Toczek Patrycja Durska Anna Tomaszewska Leszek Piskorz Przemysław Sadowski                                |
| Krzysztof Bizio           | Lament                                      | Paweł Szkotak               | 2006-01-31 84 min.           | Teresa Kwiatkowska Barbara Prokopowicz Kazimiera Nogajówna Barbara Krasińska                                      |
| Jarosław Iwaszkiewicz     | Matka Joanna od aniołów                     | Marek Fiedor                | 2006-06-06 145 min.          | Przemysław Kozłowski Judyta Paradzińska Grażyna Misiorowska Michał Świtała Elżbieta Piwek                         |
| Eric-Emmanuel Schmitt     | Małe zbrodnie małżeńskie                    | Krystyna Janda              | 2006-09-11 66 min.           | Krystyna Janda Jan Frycz                                                                                          |
| Gabriela Zapolska         | Moralność pani Dulskiej                     | Anna Augustynowicz          | 2006-02-14 96 min.           | Anna Januszewska Robert Gondek Joanna Matuszak Grażyna Madej Wojciech Brzeziński                                  |
| Haruki Murakami           | Na południe od granicy                      | Łukasz Barczyk              | 2006-01-15 65 min.           | Piotr Szczerbic Ewa Bukowska Karolina Lutczyn Monika Pikuła Waldemar Kruk                                         |
|                           | Na przełęczy                                | Andrzej Dziuk               | 2006-01-23 47 min.           | Joanna Banasik Dorota Ficoń Adrianna Jerzmanowska Katarzyna Pietrzyk Jaga Siemaszko                               |
| Ernest Thompson           | Nad złotym stawem                           | Zbigniew Zapasiewicz        | 2006-04-10 77 min.           | Mirosława Dubrawska Zbigniew Zapasiewicz Tomasz Sapryk Olga Sawicka Maksymilian Sapryk                            |
| Anna Burzyńska            | Najwięcej samobójstw zdarza się w niedzielę | Maciej Dejczer              | 2006-03-13 69 min.           | Monika Kwiatkowska-Dejczer Maciej Stuhr                                                                           |
| Wojciech Tomczyk          | Norymberga                                  | Waldemar Krzystek           | 2006-12-11 80 min.           | Janusz Gajos Dominika Ostałowska Halina Łabonarska                                                                |
| Stanisław Kuźnik          | Pan Gustaw i Matylda                        | Maciej Wojtyszko            | 2006-11-13 85 min.           | Magdalena Cielecka Zbigniew Zapasiewicz Olga Sawicka Adam Woronowicz Aleksander Olchawa                           |
| Michał Walczak            | Piaskownica                                 | Dariusz Gajewski            | 2006-02-12 56 min.           | Agnieszka Grochowska Łukasz Garlicki Magdalena Cielecka Zbigniew Zamachowski Halina Łabonarska Władysław Kowalski |
| David Williamson          | Pieniądze i przyjaciele                     | Agnieszka Glińska           | 2006-11-07 80 min.           | Aleksandra Konieczna Krzysztof Stelmaszyk Jan Englert Dominika Ostałowska Marek Kalita                            |
| Jon Fosse                 | Sen o jesieni                               | Paweł Miśkiewicz            | 2006-11-19 59 min.           | Piotr Machalica Halina Skoczyńska Mirosława Dubrawska Ignacy Gogolewski Barbara Marszałek                         |
| Józef Conrad Korzeniowski | Tajny agent                                 | Krzysztof Zaleski           | 2006-01-09 69 min.           | Krzysztof Globisz Anna Dereszowska Ewa Kasprzyk Wojciech Solarz Mariusz Benoit                                    |
| Julita Grodek             | Techniki negocjacyjne                       | Magdalena Piekorz           | 2006-09-17 54 min.           | Agnieszka Grochowska Mariusz Bonaszewski Andrzej Kłak                                                             |
| Tadeusz Różewicz          | Trelemorele                                 | Piotr Łazarkiewicz          | 2006-10-15 60 min.           | Jan Peszek Maria Peszek                                                                                           |
| Ben Jonson                | Volpone albo lis                            | Grzegorz Warchoł            | 2006-10-09 72 min.           | Jerzy Stuhr Piotr Grabowski Krzysztof Globisz Jerzy Trela Jan Peszek                                              |
| Leszek Kołakowski         | Wielkie kazanie księdza Bernarda            | Krzysztof Jasiński          | 2006-10-10 57 min.           | Jerzy Trela |
| Łukasz Wylężałek          | Zorka                                       | Łukasz Wylężałek            | 2006-04-30 b/d               | Krzysztof Stelmaszyk Zbigniew Zamachowski Sławomir Orzechowski Kamilla Baar Roma Gąsiorowska                      |
|                           | Śmierć rotmistrza Pileckiego                | Ryszard Bugajski            | 2006-05-15 85 min.           | Marek Probosz Marek Kalita Andrzej Niemirski Jacek Rozenek Andrzej Czernik                                        |

| Autor tekstu oryginalnego              | Tytuł                                                 | Reżyseria               | Data i czas emisji spektaklu | W rolach głównych                                                                                              |
| -------------------------------------- | ----------------------------------------------------- | ----------------------- | ---------------------------- | --- |
| William Shakespeare                    | 2007: Macbeth                                         | Grzegorz Jarzyna        | 2007-10-02 107 min.          | Cezary Kosiński Aleksandra Konieczna Danuta Stenka Tomasz Tyndyk Waldemar Kownacki                             |
| Robert Meller/Janusz Dymek             | Afera mięsna                                          | Janusz Dymek            | 2007-10-29 83 min.           | Andrzej Franczyk Marek Lewandowski Andrzej Konopka Bogdan Kalus Maciej Szary                                   |
| Stanisław Wyspiański                   | Albośmy to jacy, tacy...                              | Piotr Cieplak           | 2007-12-02 113 min.          | Eliza Borowska Paulina Holtz Elżbieta Kępińska Maria Robaszkiewicz Karina Seweryn                              |
| Krzysztof Czeczot                      | Bezład                                                | Witold Adamek           | 2007-06-11 65 min.           | Dorota Pomykała Anna Dereszowska Kamilla Baar Krzysztof Stroiński Maciej Stuhr                                 |
| Maciej Wojtyszko                       | Chryje z Polską czyli rzecz o Stanisławie Wyspiańskim | Maciej Wojtyszko        | 2007-11-12 95 min.           | Mariusz Bonaszewski Katarzyna Skarżanka Robert Gonera Zbigniew Konopka Przemysław Chojęta                      |
| Jan Stefani/Wojciech Bogusławski       | Cud mniemany czyli krakowiacy i górale                | Olga Lipińska           | 2007-03-26 78 min.           | Krzysztof Tyniec Hanna Śleszyńska Monika Dryl Krzysztof Kowalewski Damian Damięcki                             |
| Maria Czarnecka                        | Cztery kawałki tortu                                  | Wojciech Smarzowski     | 2007-03-25 62 min.           | Ewa Serwa Halina Łabonarska Olga Sarzyńska Krzysztof Zarzecki                                                  |
|                                        | Dobrze                                                | Tomasz Man              | 2007-01-28 62 min.           | Marian Opania Wiktor Zborowski Beata Buczek-Żarnecka Marcin Hycnar Katarzyna Sobańska                          |
| Marek Miller                           | Góra góry                                             | Paweł Woldan            | 2007-02-26 90 min.           | Krzysztof Globisz Anna Cieślak Rafał Maćkowiak Agnieszka Judycka Piotr Głowacki                                |
| Andreas Sauter/Bernhard Studlar        | I. znaczy inna                                        | Maria Zmarz-Koczanowicz | 2007-10-15 58 min.           | Maja Ostaszewska Marek Kalita Jerzy Grałek Roma Gąsiorowska Maciej Stuhr                                       |
| Wojciech Tomczyk                       | Inka 1946                                             | Natalia Koryncka-Gruz   | 2007-01-22 84 min.           | Karolina Kominek-Skuratowicz Michał Kowalski Kinga Preis Lech Mackiewicz                                       |
| Peter Nichols                          | Jeden dzień                                           | Andrzej Barański        | 2007-12-17 72 min.           | Bartosz Opania Edyta Jungowska Małgorzata Sadowska Szymon Bobrowski Marta Lipińska                             |
| Tadeusz Różewicz                       | Kartoteka                                             | Michał Zadara           | 2007-07-06 107 min.          | Krzysztof Boczkowski Tomasz Cymerman Szymon Czacki Lena Frankiewicz Elżbieta Golińska                          |
| Roland Schimmelpfennig                 | Kobieta z przeszłości                                 | Dariusz Gajewski        | 2007-05-21 65 min.           | Andrzej Hudziak Aleksandra Konieczna Aleksandra Justa Karolina Kominek-Skuratowicz Wacław Mikłaszewski         |
| Jelena Djordjević                      | Komu wierzycie?                                       | Maciej Pieprzyca        | 2007-05-28 71 min.           | Katarzyna Warnke Antoni Pawlicki Grażyna Bułka Antonina Girycz Agnieszka Judycka                               |
|                                        | Kroniki – obyczaj lamentacyjny                        | Grzegorz Bral           | 2007-10-30 37 min.           | Rafał Habel Marcin Rudy Christopher Silvertsen Anna Zubrzycka Anna Krotoska                                    |
| Hanoch Levin                           | Krum                                                  | Krzysztof Warlikowski   | 2007-12-30 170 min.          | Jacek Poniedziałek Stanisława Celińska Maja Ostaszewska Małgorzata Hajewska-Krzysztofik Anna Radwan-Gancarczyk |
| Karol Szymanowski                      | Król Roger                                            | Mariusz Treliński       | 2007-09-30 92 min.           | Andrzej Dobber Aleksandra Buczek Rafał Majzner Pavlo Tolstoy Radosław Żukowski                                 |
| Jerzy Niemczuk                         | Małpa                                                 | Andrzej Zaorski         | 2007-02-25 54 min.           | Edyta Jungowska Piotr Machalica                                                                                |
| Jerzy Pilch                            | Narty Ojca Świętego                                   | Piotr Cieplak           | 2007-02-12 94 min.           | Janusz Gajos Władysław Kowalski Jerzy Radziwiłowicz Jarosław Gajewski Beata Fudalej                            |
| Stanisław Kuźnik                       | Oskarżeni. Śmierć sierżanta Karosa                    | Stanisław Kuźnik        | 2007-12-10 89 min.           | Mateusz Banasiuk Łukasz Chrzuszcz Tomasz Błasiak Antoni Pawlicki Bartosz Turzyński                             |
| Leon Schiller                          | Pastorałka                                            | Laco Adamik             | 2007-01-08 81 min.           | Borys Szyc Marcin Przybylski Bartosz Opania Krzysztof Wakuliński Paweł Burczyk                                 |
| Wojciech Bieńko                        | Pierwszy września                                     | Krzysztof Lang          | 2007-09-03 51 min.           | Daniel Olbrychski Maciej Zakościelny Cezary Łukaszewicz Agnieszka Judycka Maria Pakulnis                       |
| Dea Loher                              | Przypadek Klary                                       | Paweł Miśkiewicz        | 2007-04-24 103 min.          | Kinga Preis Ewa Skibińska Bożena Baranowska Mariusz Kiljan Igor Kujawski                                       |
| Kazimierz Moczarski                    | Rozmowy z katem                                       | Maciej Englert          | 2007-04-16 83 min.           | Piotr Fronczewski Andrzej Zieliński Sławomir Orzechowski                                                       |
| Stanisław Wyspiański                   | Sędziowie                                             | Jerzy Grzegorzewski     | 2007-11-27 62 min.           | Jerzy Trela Dorota Segda Krzysztof Globisz Ewa Konstancja Bułhak Mariusz Benoit                                |
| Krzysztof Zaleski Paweł Wieczorkiewicz | Słowo honoru                                          | Krzysztof Zaleski       | 2007-03-19 77 min.           | Maria Pakulnis Anna Grycewicz Monika Krzywkowska Katarzyna Herman                                              |
| Edgar Lee Masters                      | Umarli ze Spoon River                                 | Jolanta Ptaszyńska      | 2007-01-29 75 min.           | Zbigniew Zamachowski Joanna Szczepkowska Daniel Olbrychski Zbigniew Zapasiewicz Leon Niemczyk                  |
|                                        | Walk@ postu z karnawałem                              |                         | 2007-01-16 65 min.           | Karina Adamczak-Kasprzak Andrzej Adamczak Agata Ambrozińska-Rachuta Agnieszka Blacha Piotr Chudzicki           |
| Rona Munro                             | Więź                                                  | Zbigniew Brzoza         | 2007-04-30 82 min.           | Ewa Błaszczyk Agnieszka Grochowska                                                                             |
| Stanisław Wyspiański                   | Wyzwolenie                                            | Maciej Prus             | 2007-11-26 74 min.           | Piotr Adamczyk Maja Komorowska Gustaw Holoubek Jerzy Trela Olgierd Łukaszewicz                                 |

| Autor tekstu oryginalnego            | Tytuł                               | Reżyseria                   | Data i czas emisji spektaklu | W rolach głównych                                                                                      |
| ------------------------------------ | ----------------------------------- | --------------------------- | ---------------------------- | --- |
| Adam Dobrzycki                       | Ballada o kluczu                    | Waldemar Krzystek           | 2008-02-18 68 min.           | Zbigniew Zamachowski Dominika Ostałowska Marian Opania Edyta Olszówka Jerzy Łapiński                   |
| William Shakespeare                  | Burza                               | Krzysztof Warlikowski       | 2008-10-19 133 min.          | Adam Ferency Stanisława Celińska Magdalena Cielecka Jacek Poniedziałek Małgorzata Hajewska-Krzysztofik |
| Jerzy Jarocki                        | Błądzenie                           | Jerzy Jarocki               | 2008-05-12 120 min.          | Marcin Przybylski Mariusz Bonaszewski Jan Englert Małgorzata Kożuchowska Ewa Wiśniewska                |
| Andreas Sauter                       | Czerwone komety                     | Andrzej Strzelecki          | 2008-01-07 63 min.           | Małgorzata Kożuchowska Wojciech Malajkat Agnieszka Włodarczyk Anna Seniuk Piotr Fronczewski            |
| Grażyna Trela                        | Doktor Halina                       | Marcin Wrona                | 2008-09-01 66 min.           | Joanna Kulig                                                                                           |
| Sławomir Mrożek                      | Emigranci                           | Artur Żmijewski             | 2008-09-23 73 min.           | Tomasz Kot Wojciech Mecwaldowski                                                                       |
| Piotr Kokociński/Krzysztof Szwagrzyk | Golgota wrocławska                  | Jan Komasa                  | 2008-11-03 89 min.           | Adam Ferency Maciej Sztabiński Marcin Czarnik Kinga Preis Adam Woronowicz Piotr Głowacki               |
| Stanisław Wyspiański                 | Hamlet Stanisława Wyspiańskiego     | Jerzy Grzegorzewski         | 2008-03-25 63 min.           | Wojciech Malajkat Ewa Konstancja Bułhak Igor Przegrodzki Magdalena Warzecha Sylwia Nowiczewska         |
| Agnieszka Lipiec-Wróblewska          | Kryptonim Gracz                     | Agnieszka Lipiec-Wróblewska | 2008-01-28 79 min.           | Zbigniew Zamachowski Dominika Ostałowska Daniel Olbrychski Robert Więckiewicz Andrzej Chyra            |
| Jacek Raginis/Maciej Pisuk           | Mord założycielski                  | Jacek Raginis               | 2008-12-08 85 min.           | Michał Anioł Mariusz Bonaszewski Andrzej Konopka Maria Ciunelis Andrzej Czernik                        |
| Rebecca Lenkiewicz                   | Nocną porą                          | Piotr Trzaskalski           | 2008-10-27 71 min.           | Halina Łabonarska Katarzyna Kołeczek Monika Buchowiec Edyta Olszówka Wojciech Wysocki                  |
|                                      | Plac Wolności                       | Lech Raczak                 | 2008-02-12 100 min.          | Katarzyna Dworak Justyna Pawlicka Anita Poddębniak Małgorzata Urbańska Ewa Galusińska                  |
| Alan Ayckbourn                       | Pozory mylą                         | Janusz Majewski             | 2008-11-24 70 min.           | Antoni Pawlicki Agnieszka Grochowska Sonia Bohosiewicz Robert Więckiewicz Krzysztof Kiersznowski       |
| Bolesław Leśmian                     | Przygody Sindbada Żeglarza          | Jarosław Kilian             | 2008-06-01 101 min.          | Jakub Snochowski Jacek Kawalec Krzysztof Kumor                                                         |
| Paweł Mossakowski                    | Pseudonim Anoda                     | Mariusz Malec               | 2008-05-19 62 min.           | Łukasz Dziemidok Jan Englert Grażyna Barszczewska Joanna Sydor Maciej Mikołajczyk                      |
| Peter Quilter                        | Rodzinny show                       | Maciej Pieprzyca            | 2008-09-29 83 min.           | Krzysztof Globisz Danuta Stenka Cezary Kosiński Maciej Zakościelny Mateusz Kościukiewicz               |
| Eric Bogosian                        | Seks, prochy i rock and roll        | Jacek Orłowski              | 2008-01-22 116 min.          | Bronisław Wrocławski                                                                                   |
| Jan Wilkowski/Andrzej Wowro          | Spowiedź w drewnie. Żywoty świętych | Krystian Kobyłka            | 2008-09-07 65 min.           | Andrzej Mikosza Łukasz Szmidt Mariola Ordak-Świątkiewicz Jan Chraboł Elżbieta Żłobicka                 |
| Małgorzata Imielska                  | Sprawa Emila B.                     | Małgorzata Imielska         | 2008-02-25 67 min.           | Maria Ciunelis Piotr Grabowski Krzysztof Piątkowski Olgierd Łukaszewicz                                |
| Grzegorz Łoszewski                   | Stygmatyczka                        | Wojciech Nowak              | 2008-03-17 87 min.           | Kinga Preis Andrzej Hudziak Agnieszka Mandat Dorota Landowska Maja Hirsch                              |
| Molier                               | Szkoła żon                          | Jerzy Stuhr                 | 2008-12-29 70 min.           | Jerzy Stuhr Karolina Chapko Oskar Hamerski Sonia Bohosiewicz Roman Gancarczyk                          |
|                                      | Teczki Teatru Dnia Ósmego           | Teatr Ósmego Dnia           | 2008-03-11 79 min.           | Ewa Wójciak Adam Borowski Marcin Kęszycki Tadeusz Janiszewski                                          |
| Władimierz Pawluczuk/Piotr Tomaszuk  | Wierszalin. Reportaż o końcu świata | Piotr Tomaszuk              | 2008-09-30 85 min.           | Ewa Gajewska Edyta Łukaszewicz-Lisowska Katarzyna Siergiej Rafał Gąsowski Dariusz Matys                |
| Jacek Gąsiorowski                    | Willa szczęścia                     | Jacek Gąsiorowski           | 2008-04-21 88 min.           | Marcin Perchuć Szymon Bobrowski Magdalena Różczka Sławomir Orzechowski Krzysztof Dracz                 |
| Paweł Woldan                         | Złodziej w sutannie                 | Paweł Woldan                | 2008-10-06 72 min.           | Artur Żmijewski Tomasz Kot Jacek Braciak Agata Buzek Maria Peszek                                      |

| Autor tekstu oryginalnego   | Tytuł                             | Reżyseria                   | Data i czas emisji spektaklu        | W rolach głównych                                                                                       |
| --------------------------- | --------------------------------- | --------------------------- | ----------------------------------- | --- |
| Samuel Beckett              | Szczęśliwe dni                    | Antoni Libera               | 2009-12-22 78 min.                  | Maja Komorowska Adam Ferency                                                                            |
| Stanisława Przybyszewska    | Sprawa Dantona                    | Jan Klata                   | 2009-11-03 154 min.                 | Kinga Preis Anna Ilczuk Katarzyna Strączek Marcin Czarnik Wiesław Cichy                                 |
|                             | Rzeczpospolita babińska           | Stanisław Radwan            | 2009-04-21 57 min.                  | Iwona Bielska Dorota Segda Anna Gorajska Anna Stela Bogdan Brzyski                                      |
| Isaac Bashevis Singer       | Opowiadania dla dzieci            | Piotr Cieplak               | 2009-04-12 60 min, cz. 2. – 57 min. | Kamilla Baar Monika Dryl Beata Fudalej Anna Gryszkówna Joanna Kwiatkowska-Zduń                          |
| Paweł Passini               | Odpoczywanie                      | Paweł Passini               | 2009-03-10 88 min.                  | Maciej Wyczański Barbara Songin Anna Bogdanowicz Katarzyna Tadeusz Dominika Jarosz                      |
| Agnieszka Lipiec-Wróblewska | Gry operacyjne                    | Agnieszka Lipiec-Wróblewska | 2009-10-26 72 min.                  | Magdalena Cielecka Konrad Imiela Krzysztof Gosztyła Wojciech Zieliński Maria Seweryn                    |
| Maciej Wojtyszko            | Bułhakow                          | Maciej Wojtyszko            | 2009-05-19 113 min.                 | Joanna Mastalerz Hanna Bieluszko Błażej Wójcik Krzysztof Jędrysek Marian Dziędziel                      |
| Henryk Ibsen                | Wróg ludu                         | Piotr Trzaskalski           | 2009-02-16 78 min.                  | Roman Gancarczyk Anna Radwan Krzysztof Globisz Ignacy Gogolewski Karolina Kominek                       |
| Andrzej Strzelecki          | Warszawa                          | Andrzej Strzelecki          | 2009-09-07 92 min.                  | Wiktoria Gorodeckaja Krzysztof Stelmaszyk Witold Dębicki Sławomir Orzechowski Piotr Machalica           |
| Christian Simeon            | Teorban                           | Maria Zmarz-Koczanowicz     | 2009-09-14 61 min.                  | Magdalena Walach Rafał Maćkowiak Marzena Trybała Michał Żurawski Andrzej Mastalerz                      |
| Cezary Harasimowicz         | Tajny współpracownik              | Krzysztof Lang              | 2009-01-26 72 min.                  | Mateusz Banasiuk Cezary Żak Piotr Grabowski Jakub Snochowski Tomasz Borkowski                           |
| Mike Leigh                  | Przyjęcie                         | Krzysztof Zaleski           | 2009-05-25 89 min.                  | Maria Pakulnis Krzysztof Stelmaszyk Monika Kwiatkowska-Dejczer Przemysław Sadowski Agnieszka Warchulska |
| David Hare                  | Przesilenie                       | Waldemar Krzystek           | 2009-01-19 80 min.                  | Magdalena Cielecka Jan Frycz Marcin Bosak Antoni Pawlicki Marta Ścisłowicz                              |
| Janusz Dymek Jacek Raginis  | Prezent dla towarzysza Edwarda G. | Janusz Dymek                | 2009-04-27 81 min.                  | Szymon Bobrowski Maciej Orłoś Mirosław Baka Tadeusz Bradecki Jacek Romanowski                           |
| Robert Miękus               | O prawo głosu                     | Janusz Petelski             | 2009-03-23 74 min.                  | Adam Ferency Olgierd Łukaszewicz Marian Opania Maciej Kozłowski Ryszard Filipski                        |
| Krzysztof Zanussi           | Głosy wewnętrzne                  | Krzysztof Zanussi           | 2009-03-09 68 min.                  | Agata Buzek Jerzy Radziwiłowicz Tadeusz Bradecki Małgorzata Pritulak Riccardo Leonelli                  |
| Witold Gombrowicz           | Ferdydurke                        | Wojciech Mazurkiewicz       | 2009-01-06 80 min.                  | Jacek Brzeziński Wojciech Mazurkiewicz Jarosław Tomica Michał Zgiet                                     |